# Friedrich Julius
Friedrich Julius von Kleist (1776–1860 in Dresden) war ein deutscher Theaterschauspieler.

## Leben
Julius entstammt der Adelsfamilie Kleist. Über seine Eltern ist trotz umfangreicher genealogischer Informationen in der Zeit aber nichts bekannt. Er wurde für die militärische Laufbahn erzogen und diente mit Auszeichnung in der preußischen Armee, dabei zuletzt als Offizier. Da er jedoch mehr den Beruf zum Schauspieler als zum Soldaten verspürte, quittierte er 1794 den Dienst, legte seinen adeligen Namen ab und debütierte unter Annahme seines Vornamens als Künstlernamen in Breslau. Unter diesem Namen gehörte er von 1813 bis 1816 dem Lützowschen Freikorps als Sekonde Leutnant an.
In der folgenden Zeit erhielt er einen Ruf zur königlich sächsischen Hofschauspielergesellschaft und gastierte am 21. Juli 1817 in Leipzig auf Engagement. Das Debüt fiel so günstig aus, dass er sofort engagiert wurde. Julius war hierauf bis zu seiner Pensionierung 1833 in Dresden tätig. Unter anderem trat er in der Titelrolle des Prinzen Friedrich von Homburg in Heinrich von Kleists Stück Prinz Friedrich von Homburg oder die Schlacht bei Fehrbellin auf, das im Dezember 1821 erstmals mit Vorrede Kleists aufgeführt wurde. Friedrich Julius hatte beim Stück dabei auch Regie geführt.
Der Künstler lebte, nachdem er vom Theater, von dem er fortab nichts mehr wissen wollte, von aller Welt gemieden als Menschenfeind, bis er endlich 1860 in hohem Greisenalter durch Selbstmord endete.